# بقعسم
بقعسم (به عربی: بقعسم) یک روستا در سوریه است که در استان ریف دمشق واقع شده‌است. بقعسم ۲٬۲۶۸ نفر جمعیت دارد.